# Burney (Californie)
Pour les articles homonymes, voir Burney.
Burney est une census-designated place du comté de Shasta, dans l'État de Californie, aux États-Unis,. En 2020, elle compte une population de 3 000 habitants.